# Otto Robert Frisch
Otto Robert Frisch (Beč, 1. listopada 1904. – Cambridge, 22. rujna 1979.), austrijski nuklearni fizičar.
Odredio je magnetski moment protona. Zajedno s Lisom Meitner opisao je 1939. godine raspad atoma uranija bombardiranog neutronima. U vrijeme Drugog svjetskog rata surađivao je na atomskim istraživanjima u SAD-u. Autor je knjige "Atomska fizika danas".